# Palacete Visconde de Itaboraí
O Palacete Visconde de Itaboraí é um antigo sobrado construído na primeira década do século XIX, que serviu de residência para Joaquim José Rodrigues Torres, o Visconde de Itaboraí, primeiro presidente da província do Rio de Janeiro. A casa está localizada na cidade de Itaboraí, no estado brasileiro do Rio de Janeiro. É um patrimônio cultural nacional, tombado pelo Instituto do Patrimônio Histórico e Artístico Nacional (IPHAN), na data de 23 de abril de 1964, sob o processo de nº 681-T-1962. E é um patrimônio estadual, tombado pelo Instituto Estadual do Patrimônio Cultural (INEPAC), no ano de 1979. Atualmente pertence ao Governo do Estado e está sediando a Prefeitura da cidade.

## História
No início do século XIX, o palacete serviu de residência a Joaquim José de Rodrigues Torres e sua família. Durante este período, políticos visitaram o casarão e a Família Real se hospedou no ano de 1845, durante uma visita à cidade.
No final do século XIX, o palacete passa a sediar a casa de Caridade São João Batista. No ano de 1966, a casa é desapropriada pela prefeitura e se torna de utilidade pública. Em 1968, ocorre um incêndio no imóvel que destrói quase toda a sua estrutura. Em 1969, o palacete é doado para o Governo do Estado do Rio de Janeiro que reconstrói o imóvel, respeitando a sua arquitetura original. E no ano de 1974, passa a sediar o Fórum da cidade. No ano de 2000, o Fórum é transferido para outro imóvel e o casarão passar a sediar a Prefeitura de Itaboraí, que batizou a propriedade de Palacete Visconde de Itaboraí, em homenagem ao primeiro presidente da província do Rio de Janeiro, o Visconde de Itaboraí.

## Arquitetura
A edificação possui estilo neoclássico com inspirações coloniais, construído com dois pavimentos e um sótão.